# José Agustín Fariña
José Agustín Fariña Castro O.S.A. (nacido como Alfredo Fernando; Valladolid, 20 de marzo de 1879-Paracuellos de Jarama, 30 de noviembre de 1936) fue un fraile, escritor, editor, predicador y mártir agustino español.
Es venerado como beato por la Iglesia católica tras su beatificación en 2007 junto a otros 497 mártires, víctimas de la persecución religiosa durante la guerra civil española. Se encuentra fuertemente ligado Chile, país en que vivió veintiún años y en cuya provincia agustiniana siguió afiliado hasta la fecha de su muerte.

## Biografía

### Primeros años y sacerdocio
El Padre José Agustín Fariña nació en 1879 en el seno de una familia de origen gallego afincada en Valladolid y formada por el matrimonio entre Francisco Fariña y Filomena Castro, recibiendo el nombre de Alfredo Fernando, el que utilizaría en su bautismo y confirmación. Poco después de su nacimiento, por motivos del trabajo de su padre, de profesión telegrafista, su familia se trasladó a vivir a las islas Canarias, donde comenzaría su formación religiosa en un seminario diocesano de Las Palmas.
Sería ya dentro del seminario que profundizaría su vocación religiosa, ingresando a la Orden de San Agustín el  24 de marzo de 1894, profesando en el convento de Calella de la provincia agustiniana de Castilla el 25 de marzo del año siguiente, momento en el que adoptaría el nombre de pila de José Agustín.
Con 20 años partiría a Chile junto a otros diez religiosos para afiliarse a la provincia agustiniana chilena, que por ese entonces se encontraba necesitada de jóvenes religiosos. Finalizó sus estudios de filosofía y teología en el convento de San Bartolomé de Talca y fue ordenado sacerdote el 24 de mayo de 1902 en el convento Nuestra Señora de Gracia de Santiago.

### Ministerio en Chile
En la nación sudamericana desarrollaría una intensa y prolífica actividad apostólica, tanto dentro como fuera de la orden agustina, destacando dentro de la misma en el cargo de maestro de novicios, el que ejercería durante once años hasta que en 1917 fuese enviado a Roma para ejercer como vicepostulador de las causas de beatificación y canonización de los Siervos de Dios de su orden.
En ese periodo también haría grandes aportes en la difusión de la devoción popular. Durante su estadía en Talca llegaría a ser director de la Pía Unión de la Madre del Buen Consejo y fundaría la revista El Buen Consejo destinada a difundir la espiritualidad cristiana y la devoción a María. En esos años escribiría también algunas obras devocionales, pero entre su producción literaria destacaría la que sería su obra más celebre, el Tesoro del Novicio, publicada en 1910 y que llegaría a tener difusión también en España, constituyendo un «verdadero vademécum destinado a los jóvenes que inician el camino de la vida religiosa agustiniana».
Una vez desembarcado en Barcelona, previo a continuar su viaje por tierra hacia Roma escribiría una carta a sus novicios en la que, según Miguel Campo Rodríguez, «demuestra su nostalgia de Chile y su deseo de regresar a esta, su segunda patria»:

Llegué ayer a esta populosa ciudad, trayendo un viaje de lo más feliz… Yo siento nostalgia de mi querido Chile. Nunca creí que lo amase tanto como ahora que me veo lejos de él… Rueguen por mi, mucho, mucho. Ya saben que los llevo en mi corazón. Que a mi vuelta los encuentre a todos. Reciban el cariño de su padre que los ama.
P. José Agustín Fariña

### Vuelta a España, prisión y martirio

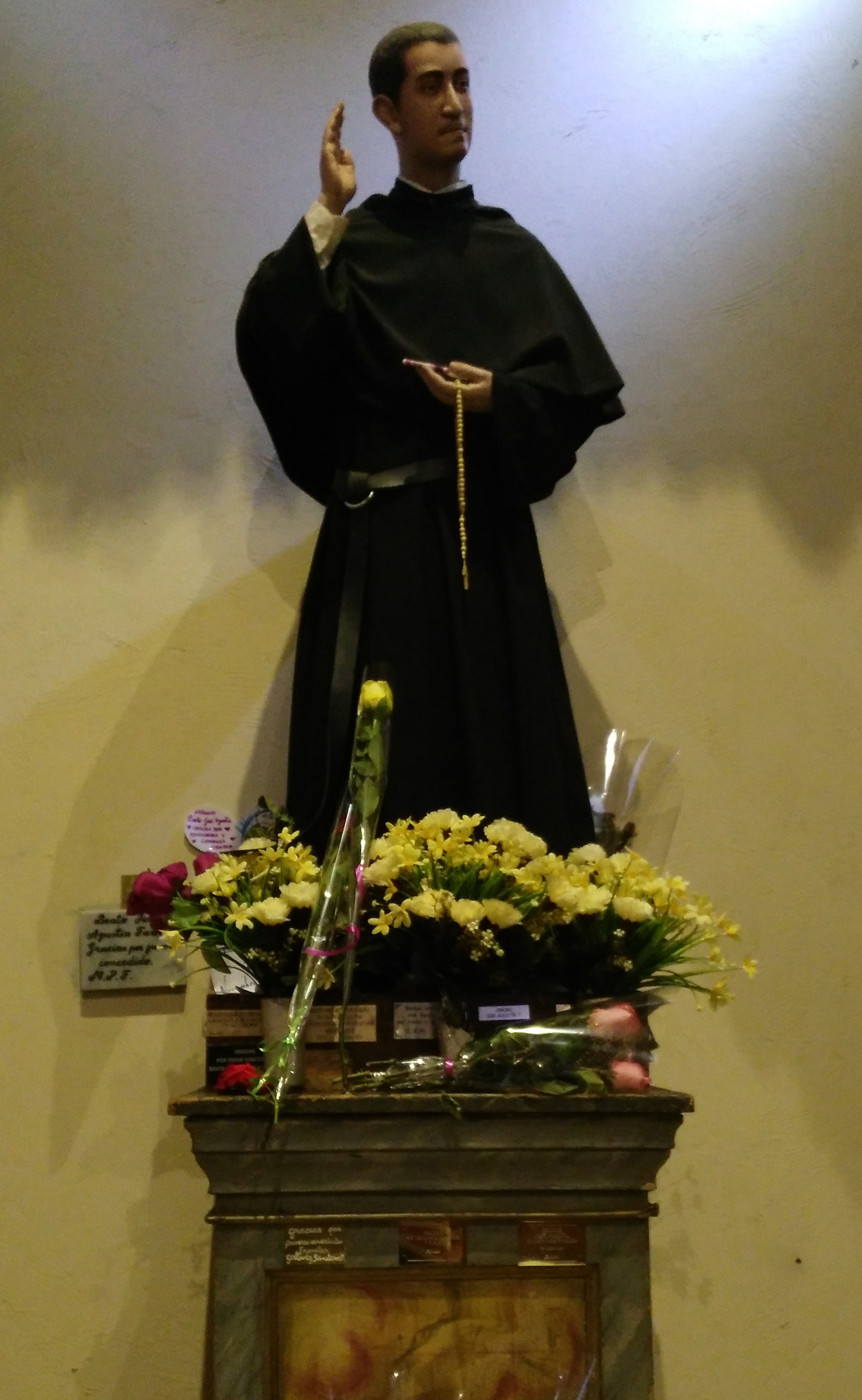
Imagen del P. Fariña en la Iglesia de San Agustín, Santiago.

En 1917 fue llamado por su superior general para trabajar en las causas de canonización promovidas por su orden en Roma, pero tras emprender su camino desde España fue apresado en Francia e impedido de llegar a su destino por haber sido considerado un espía. Regresó a su país, siendo destinado en un comienzo a Huelva y posteriormente a Calahorra en 1920, donde permanecería durante siete años, en los que retomaría la funciones previamente ejercida en Chile de maestro de novicios, junto con la promoción de una nueva imprenta, hasta que en 1927 fuese destinado a la comunidad de El Escorial. En su periodo en Calahorra también mostraría al público su conocimiento y habilidades musicales, mediante la interpretación y composición, además de seguir con su producción literaria con la redacción y publicación de devocionarios.
Durante su estancia en El Escorial sería detenido junto al resto de sus compañeros al comienzo de la guerra civil, manteniéndose como prisionero hasta su asesinato por odio a la fe el 30 de noviembre de 1936.
Algunos testimonios de jóvenes novicios que estuvieron a cargo del Padre Fariña en Calahorra afirmaban que ya en dicha época el religioso habría manifestado deseos de martirio, rememorando que él les contaba apasionadamente que «el martirio era una gracia especial de Dios nuestro Señor, de la cual no se consideraba digno, pero que si se la concedía, que sería para él su mayor goce y alegría». Ya estando prisionero, testigos rememorarían que el Padre Fariña expresaría en voz alta expresiones como «Si nos matan mejor. Moriremos por Dios».

### Causa de canonización y legado

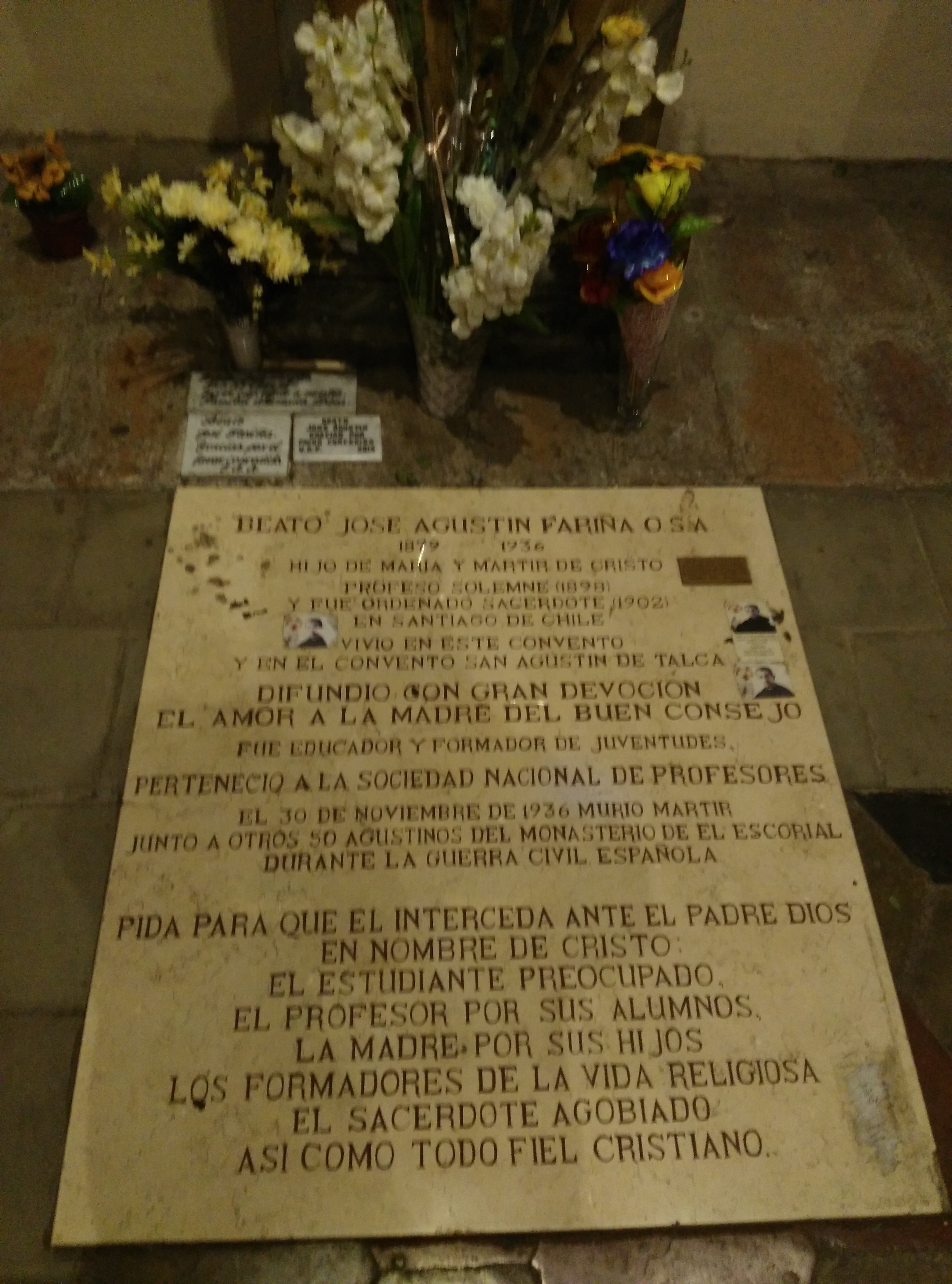
Memorial al P. José Agustín Fariña en la Iglesia de San Agustín, Santiago.

La fase diocesana del proceso de canonización del padre José Agustín Fariña se desarrolló entre 1950 y y 1956 en Madrid junto a 103 compañeros mártires, publicándose la positio en 1996 y siendo beatificado el 28 de octubre de 2007 junto a otros 497 mártires víctimas de la persecución religiosa durante la guerra civil española.
Actualmente sigue en curso el proceso de canonización del P. Fariña, siendo sostenido particularmente en Chile, donde su culto se promueve en el templo de la Iglesia de San Agustín, donde cuenta con un memorial y con arte que lo recuerda.
En 2022 se constituyó en la ciudad de Linares (Chile) una comunidad apostólica por parte de religiosas del Instituto del Verbo Encarnado bautizada como Comunidad Beato Agustín Fariña en homenaje a éste.

Digamos nosotros que el padre Fariña es el primer beato hijo de la Provincia Agustina de Chile, y uno de los religiosos que en forma más positiva influyó en la vida religiosa de los agustinos de Chile a comienzos del siglo XX.
Miguel Campo Rodríguez, feligrés del P. Fariña en El Escorial

Su festividad se celebra el 6 de noviembre.

## Obras seleccionadas
- Corte de María del Buen Consejo: Triduo y devocionario (Talca: Imprenta J. M. Garrido, 1908).
- Tesoro del novicio (Talca: Imprenta del Buen Consejo, 1910). Disponible en Internet Archive.
- Prácticas Diversas en Honor de María, Madre del Buen Consejo, (Talca: Imprenta del Buen Consejo, 1911).
- Los Siete Sábados de la Virgen del Buen Consejo (Talca: Escuela Tipografía del Salvador, 1915).
- Devocionario de Nuestra Señora del Buen Consejo (Barcelona: Luis Gili, 1925).